# Juego de beber

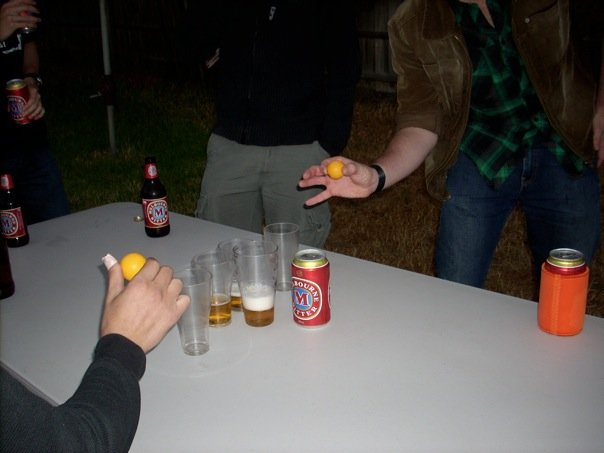
Algunas personas jugando el juego de la bebida.

Los juegos de beber o juegos de la bebida, son juegos populares en que se trata de forzar a los participantes a consumir bebidas alcohólicas, generalmente cuando pierden la ronda. En España son bastante populares y suelen jugarse en reuniones de amigos o bien en casas particulares, bares o bodegones.
Dependiendo de la región, las normas de un mismo juego pueden variar bastante, y esto se debe a que los juegos suelen ser transmitidos de forma oral, y que el alcohol impide que al día siguiente la gente recuerde con claridad las normas.

## Tipos
Hay varios tipos de juegos y en muchas ocasiones algunos juegos pertenecen a varias categorías, las más conocidas son:

### Hablados
Suelen ser juegos basados en la rapidez y los trabalenguas, quien se equivoca ha de beber alcohol. Cuanto más se equivocan los jugadores, más beben, de forma que se entra en un círculo vicioso del que es difícil escapar.
Algunos de los juegos más conocidos son:
- Pim pam pum
- Tiri-tiri-ti
- Caricachupas
- De un limón y medio limón
- La abuela
- El tío maragato
- Los números
- Regata
- el elefantito
- penúltimo
- bola madre
- viva el pueblo
- Temas
- La historia
- Yo nunca
- el presidente
- jaka-paka
- CrazyFiesta: Juego para beber

### Con dados
Estos juegos suelen constar de muy pocas normas y casi siempre utilizando un dado de 6 caras. En muchas ocasiones que no se tiene un dado, suele ser frecuente utilizar una baraja de cartas quitando las cartas que no sean de utilidad.
Los juegos más conocidos de dados son:
- Caballero del tres
- Quinito
- Escalera
- 21
- juego de la chapa
- El Portero
- 1, 2, 3, 4, 5 y 6
- 7, 14, 21
- Dado ruso
- Par, impar

### Con cartas
Los juegos de cartas suelen ser los más complicados de aprender pues muchas veces las normas/acciones van en función del valor de las cartas. También hay juegos como por ejemplo la seta donde las cartas son una herramienta de juego y su valor carece de utilidad.
Los juegos más populares son:
- La pirámide
- Mayor y menor
- Las putas
- Aíto sube, Aíto baja
- Pi o Baraja alcohólica
- La seta
- El mechero
- Dar y tomar

### Con otros elementos
- Flunkyball (Con pelota)
- Adivinar (Con papel y boli)
- El duro (Con monedas)
- La Jamañola (Con vaso de plástico)
- Hora de potencia (Con música)
- La servilleta, el duro, el cigarrillo y el vaso
- Ocalimocho (Con un tablero de juego de la oca)
- Cara - cara (Con monedas)
- El trébol (Con tablero especial)
- Escandinavo abstemio (Con tablero especial)
- Derbimocho (Con un partido de fútbol)
- Parchismocho (Con un tablero de parchis)

### La Jamañola
Se forman dos grupos con los mismos miembros en cada lado de la mesa y con un vaso en común cada grupo. Empiezan por un extremo de la mesa quienes tendrán que beber su vaso o dar un trago. Cuando lo hayan hecho darán una vuelta sobre sí mismos y con el vaso del grupo tendrán que darle la vuelta para que caiga boca abajo en la mesa. Para ello tendrán que poner el vaso boca arriba al borde de la mesa y con los dedos o la yema de los dedos de un golpe suave conseguir dejarlo boca abajo. Logrado el objetivo pasará el vaso a su compañero que tendrá que hacer el mismo proceso. Así hasta llegar al último compañero. El grupo que acabe antes será el ganador. Se puede jugar con ida y vuelta en cuyo caso el compañero del extremo contrario al primero tendrá que hacerlo dos veces seguidas (una la de ida y otra la de vuelta). Puede haber otras versiones cambiando lo de dar una vuelta sobre sí mismos con meter una moneda en su propio vaso.

### Applicaciones de juegos para beber
- Previate Esta
- DrinkChallengeAcceped
- Tomanji
- Picolo

### Juegos para beber en línea
Parte es el juego para beber más popular disponible en línea en español. El juego funciona como una baraja de cartas que se van mostrando de forma consecutiva cuando se completan los desafíos. La página no requiere de ninguna descarga ni registro y cuenta en la actualidad con más de 100.000 usuarios únicos.
La baraja de cartas recoge más de 3000 desafíos, preguntas y juegos populares diferentes. La página permite hasta 20 jugadores al mismo tiempo y se puede acceder desde cualquier dispositivo móvil, ordenador o tablet con conexión web.
La página también está disponible en inglés.